# Hannu Mikkola
Hannu Olavi Mikkola (Joensuu, 24 de maio de 1942 − 25 de fevereiro de 2021) foi um automobilista finlandês de rali.

## Carreira

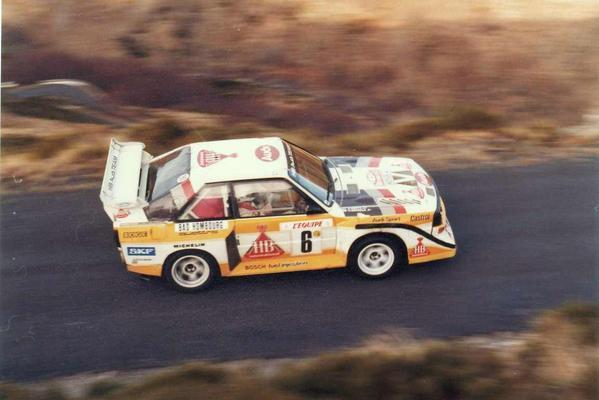
Audi Quattro de Mikkola em 1986.

A carreira de Mikkola durou 31 anos, iniciou-se ao volante de um Volvo PV 544 em 1963. Durante a década de 1970, participou em numerosos ralis, a bordo de um Ford Escort, e em 1979 foi um candidato ao título mundial, perdendo apenas nos últimos ralis da temporada. Venceu por sete vezes o Rali dos 1000 Lagos na Finlândia, vencendo também o Rali da Grã-Bretanha por quatro vezes.
Mikkola juntou-se ao co-piloto sueco Arne Hertz em 1977, fazendo uma dupla rápida nas estradas por onde passavam. Com a parceria Mikkola/Hertz a durar cerca de treze anos, chegou ao fim no final da temporada de 1990. Em 1991, Johnny Johansson tornou-se seu co-piloto.
Mikkola começou a temporada de 1980 ao volante da Ford, mas mudando para a equipa da Audi na temporada seguinte, para conduzir o revolucionário carro Audi Quattro. Esta parceria teria sucesso nos tempos seguintes: Liderou quase todo o Rali de Monte Carlo em 1981, no primeiro evento para a Audi, até que um acidente o colocou fora de prova. Ganhou a prova seguinte na Suécia, apesar de o Audi ter tido problemas neste e ao longo do resto da temporada, tendo atingido no final a terceira posição, apenas atrás do Opel de Walter Röhrl e da sua companheira de equipa Michèle Mouton.
Em 1983, conquistou o título mundial. Alcançou o segundo lugar na temporada seguinte, atrás do seu companheiro de equipa Stig Blomqvist.
Mikkola manteve-se na Audi até 1987, vencendo o Rali Safari ao volante de um Audi 200, antes de se mudar para a Mazda.
Manteve-se na Mazda até um semiafastamento em 1991, apesar de fazer aparições esporádicas em ralis até á sua retirada completa do desporto automóvel em 1993. Mikkola fez uma breve aparição desde essa data, bem como juntar-se de novo ao seu co-piloto Gunnar Palm, no 25.º aniversário do Rali Taça do Mundo do México (ganho em 1970 por Mikkola e na re-edição de 1995) e competiu no Rali Maratona Londres-Sydney em 2000, tendo utilizado o seu antigo carro Ford Escort RS1600 (que ganhou em 1968 o Rali dos 1000 Lagos) tendo como seu co-piloto o seu filho mais velho Juha.
Hannu Mikkola morreu de câncer, em 25 de fevereiro de 2021, aos 78 anos de idade.

### Vitórias no WRC
| #  | Evento                                | Temporada | Co-piloto      | Carro                |
| -- | ------------------------------------- | --------- | -------------- | -------------------- |
| 1  | 24th 1000 Lakes Rally                 | 1974      | John Davenport | Ford Escort RS1600   |
| 2  | 18ème Rallye du Maroc                 | 1975      | Jean Todt      | Peugeot 504          |
| 3  | 25th 1000 Lakes Rally                 | 1975      | Atso Aho       | Toyota Corolla       |
| 4  | 27th Lombard RAC Rally                | 1978      | Arne Hertz     | Ford Escort RS1800   |
| 5  | 13º Rallye de Portugal Vinho do Porto | 1979      | Arne Hertz     | Ford Escort RS1800   |
| 6  | 10th Motogard Rally of New Zealand    | 1979      | Arne Hertz     | Ford Escort RS1800   |
| 7  | 28th Lombard RAC Rally                | 1979      | Arne Hertz     | Ford Escort RS1800   |
| 8  | 11ème Rallye Côte d'Ivoire            | 1979      | Arne Hertz     | Mercedes 450 SLC 5.0 |
| 9  | 31st International Swedish Rally      | 1981      | Arne Hertz     | Audi Quattro         |
| 10 | 30th Lombard RAC Rally                | 1981      | Arne Hertz     | Audi Quattro         |
| 11 | 32nd 1000 Lakes Rally                 | 1982      | Arne Hertz     | Audi Quattro         |
| 12 | 31st Lombard RAC Rally                | 1982      | Arne Hertz     | Audi Quattro         |
| 13 | 33rd International Swedish Rally      | 1983      | Arne Hertz     | Audi Quattro A1      |
| 14 | 17º Rallye de Portugal Vinho do Porto | 1983      | Arne Hertz     | Audi Quattro A1      |
| 15 | 3º Marlboro Rally Argentina           | 1983      | Arne Hertz     | Audi Quattro A2      |
| 16 | 33rd 1000 Lakes Rally                 | 1983      | Arne Hertz     | Audi Quattro A2      |
| 17 | 18º Rallye de Portugal Vinho do Porto | 1984      | Arne Hertz     | Audi Quattro A2      |
| 18 | 35th Marlboro Safari Rally            | 1987      | Arne Hertz     | Audi 200 Quattro     |